# 奥利 (马恩河谷省)
奥利（法語：Orly，法語發音：[ɔʁli] ⓘ）是法国法蘭西島大區马恩河谷省的一个市镇，位于巴黎市区以南，属于克雷泰伊区。巴黎-奥利机场的一部分位于奥利境内。

## 地理
奥利（48°44'37"N, 2°23'34"E）面积6.69 平方千米，位于法国法蘭西島大區马恩河谷省，该省份为法国北部内陆省份，毗邻巴黎。
与奥利接壤的市镇（或旧市镇、城区）包括：蒂艾、帕赖维埃耶波斯特、舒瓦西勒鲁瓦、鲁瓦新城、圣乔治新城。
奥利的时区为UTC+01:00、UTC+02:00（夏令时）。

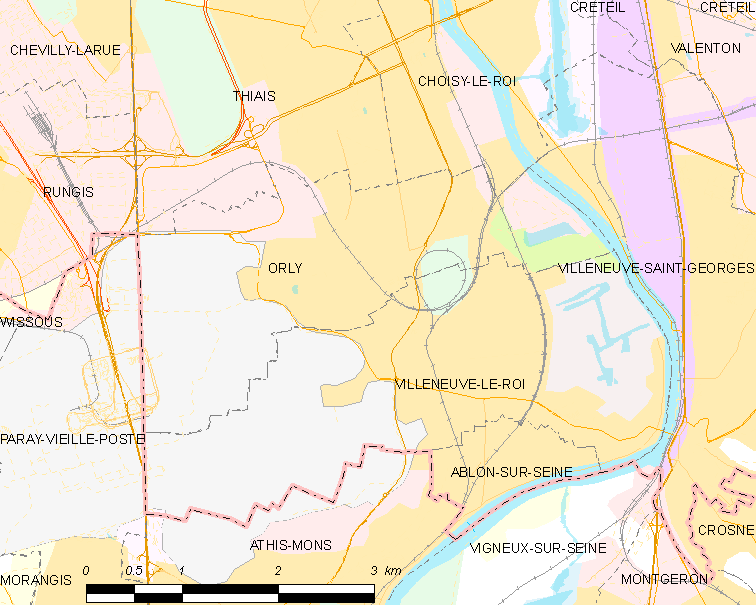
奥利的OSM定位图

## 行政
奥利的邮政编码为94310，INSEE市镇编码为94054。

## 政治
奥利所属的省级选区为奥利县。

## 人口

1962-2008年间奥利人口变化图示

奥利于2022年1月1日时的人口数量为24488人。

## 友好城市
- 皮特尔角城